# Abu az-Zuhur
Abu az-Zuhur (arab. ‏أبو الظهور‎) – miasto w Syrii, w muhafazie Idlibu, w poddystrykcie Abu az-Zuhur. W spisie z 2004 roku liczyło 10 694 mieszkańców. Lotnisko wojskowe.

## Historia

Oblężenie lotniska Abu az-Zuhur

### Wojna w Syrii
Abu az-Zuhur zostało w 2012 zajęte przez islamistów, zaś sąsiednie lotnisko znalazło się w długotrwałym oblężeniu. Siły Zbrojne Syrii zdołały ewakuować jedynie część swoich żołnierzy. Terroryści Dżabhat an-Nusra zdobyli lotnisko 9 września 2015, po czym zamordowali co najmniej 56 jeńców.
Syria odzyskała kontrolę nad lotniskiem 20 stycznia 2018, zaś miasto wyzwolono 22 stycznia 2018 po dwudniowym boju z islamistami.
Po odzyskaniu Abu az-Zuhur, Siły Zbrojne Syrii otworzyły „korytarz humanitarny” umożliwiający ewakuacje mieszkańców z obszaru wciąż zajmowanego przez islamistów. Terroryści wielokrotnie blokowali cywilom dostęp do bezpiecznego przejścia.